# Katjuša Pušnik
Katjuša Pušnik (Črna na Koroškem, 31 gennaio 1969) è un'ex sciatrice alpina slovena.
Prima della dissoluzione della Jugoslavia (1991) gareggiò per la nazionale jugoslava.

## Biografia
La Pušnik debuttò in campo internazionale in occasione dei Mondiali juniores di Bad Kleinkirchheim 1986 e ottenne l'unico podio in Coppa del Mondo, nonché primo piazzamento, il 16 dicembre 1998 ad Altenmarkt-Zauchensee in slalom speciale (2ª); prese parte a due rassegne iridate, Vail 1989 (15ª nello slalom gigante) e Saalbach-Hinterglemm 1991 (10ª nello slalom gigante, 5ª nello slalom speciale), e a una olimpica, Albertville 1992, dove si piazzò 16ª nello slalom speciale e non completò lo slalom gigante. Il suo ultimo piazzamento in carriera fu il 29º posto ottenuto nello slalom speciale di Coppa del Mondo disputato il 2 marzo 1992 a Sundsvall.

## Palmarès

### Coppa del Mondo
- Miglior piazzamento in classifica generale: 31ª nel 1989
- 1 podio:
  - 1 secondo posto

### Campionati jugoslavi
- 1 medaglia (dati parziali)[1]:
  - 1 argento (supergigante nel 1987)

### Campionati sloveni
- 1 medaglia (dati parziali)[2]:
  - 1 oro (slalom speciale nel 1991)